# François d'Erbach-Erbach
François comte d'Erbach-Erbach (29 octobre 1754 - 8 mars 1823) est un noble allemand et un collectionneur d'art.

## Biographie

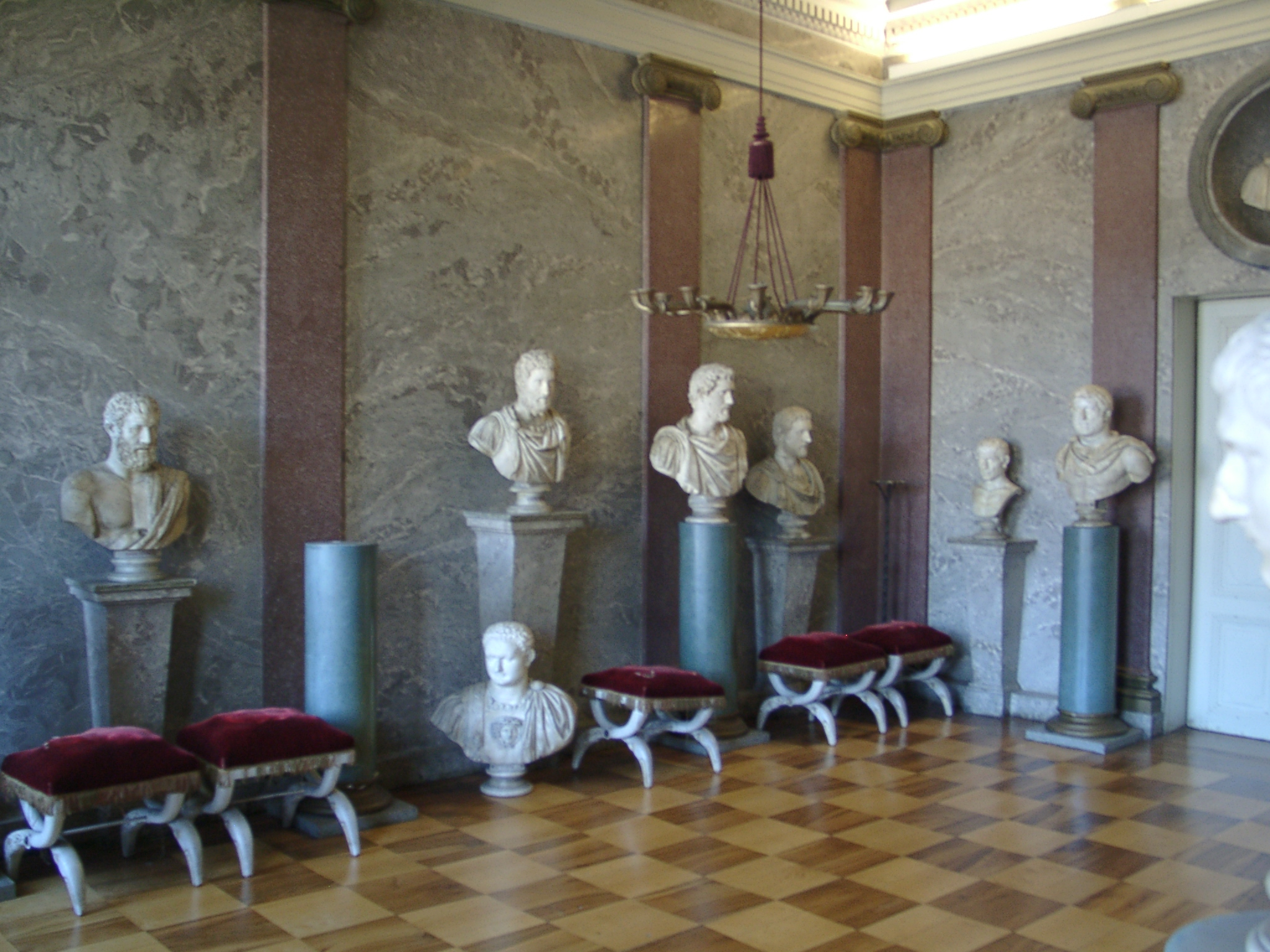
Collection d'antiquités au palais d'Erbach

François est né à Erbach im Odenwald en 1754. De 1769 à 1773, il étudie la politique et l'histoire à Lausanne, Strasbourg et Paris. Il a également beaucoup voyagé à Londres, Bruxelles, Den Haag, Berlin, Dresde et l'Italie. Pendant qu'il est à Rome, il rencontre plusieurs personnes qui deviendraient influentes dans sa vie, parmi lesquelles Ennius Quirinus Visconti et Johann Friedrich Reiffenstein.
En tant que comte d'Erbach, il accorde une attention particulière à l'agriculture, au commerce et aux transports. Grâce aux influences de Reiffenstein et Visconti, François créé sa propre collection d'art. Cette collection est maintenant hébergée par le palais d'Erbach. François dédie son catalogue d'art complet à Reiffenstein. Il est également le pionnier de la sculpture sur ivoire à Erbach, et sa collection d'ivoire appartient désormais au Musée allemand de l'ivoire d'Erbach. Il meurt à Erbach en 1823.

## Famille
Il épouse Louise, princesse de Leiningen et a des enfants. Après le décès de sa première femme, il épouse Charlotte Luise Polyxene Kolb von Wartenberg (de) (1755-1844), fille de Friedrich Karl Kolb von Wartenberg (1725-1784) et de Caroline Polyxena von Leiningen-Dagsbourg-Hartenbourg (1728-1782), sœur du comte Ludwig Kolb zu Wartenberg-Roth (de) et veuve du comte Frédéric Auguste d'Erbach-Fürstenau. Le couple n'a pas d'autres enfants. Le frère de la comtesse adopte les deux fils du premier mariage de son époux.